# Instytucje Justyniana
Instytucje Justyniana – podręcznik prawa rzymskiego, będący częścią kodyfikacji justyniańskiej (Corpus Iuris Civilis) – posiadający moc prawa obowiązującą w Cesarstwie Bizantyńskim. Opublikowany 21 listopada 533, konstytucją Imperatoriam z mocą od 30 grudnia. Adresowany do żądnej poznania praw młodzieży (łac. cupidae legum iuventuti), której cesarz Justynian I Wielki zadedykował słowa:
Przyjmijcie więc te nasze prawa z największą żarliwością i ochoczą pilnością, i okażcie się sami tak wykształconymi, abyście mogli żywić najpiękniejszą nadzieję, iż po ukończeniu całego studium prawnego będziecie mogli nawet rządzić naszym państwem w powierzonych wam jego częściach.

## Wprowadzenie
Instytucje zostały przygotowane pod kierunkiem ministra Tryboniana przez dwóch biegłych w prawie profesorów (antecessoribus, quorum omnium sollertiam et legum scientiam): Theophilusa z Konstantynopola i Dorotheusa z Berytu (Bejrutu).
Ułożono je według systematyki prawnika rzymskiego Gaiusa z podziałem na: personae (przepisy dotyczące osób), res (przepisy dotyczące rzeczy) i actiones (skargi, przepisy proceduralne). Księgi podzielono na tytuły. W odróżnieniu od klasyfikacji Gaiusa, wyróżniono księgę czwartą, w której omówiono normy prawa karnego i sądowego.
Opracowane zostały na podstawie podręczników prawa rzymskiego, w szczególności Instytucji Gaiusa, a także konstytucji cesarskich. Zastąpiły w użyciu podręcznik Gaiusa, stając się na wiele wieków podręcznikiem do nauki prawa rzymskiego w tej postaci, w jakiej posłużyło ono za fundament dzisiejszego prawa prywatnego.
Nie zachował się żaden kompletny rękopis Instytucji z czasów justyniańskich. Większość kopii rękopiśmiennych pochodzi z XIV i XV w. Najważniejsze znaczenie mają: rękopis z IX lub X w. w Bambergu; Lex Romana canonice compta w tzw. Codex Parisiensis z X w.; tzw. „glosa turyńska” w Codex Taurinensis z IX lub X w. oraz grecka parafraza Instytucji autorstwa Theophilusa.
Instytucje po raz pierwszy wydrukował Schoffer (Schoyff) w Moguncji w 1468. Znane są edycje Haloandra z 1585, Cuiciusa (Cujasa) z 1585. W XIX w. nowe wydanie opracował Schrader, w oparciu o odkryty rękopis Gaiusa. Później opublikowano edycję Krügera (1867), Huschke (1868) oraz Arangio-Ruiz i Guarino (1943). Najczęściej stosuje się wydanie Krügera.
Pierwszy polski przekład Instytucji przygotował Aleksander Cukrowicz w 1850 (Kraków). Najnowsze tłumaczenie opracował Cezary Kunderewicz (1986).

## Treść
Księgi podzielone są na tytuły (ogółem 98), większe z nich na paragrafy. Sposób cytowania: Inst. Just. lub I.J. (przy braku wątpliwości o czym mowa wystarczy Inst. lub I.) kolejne numery księgi, tytułu i paragrafu (pierwszy paragraf oznaczany jest jako pr. co jest skrótem od principium lub proemium ‘początek’, paragraf drugi jako 1 itd).

### Księga pierwsza
Księga pierwsza zawiera tytuły, poświęcone między innymi:
- sprawiedliwości i prawie,
- prawie natury (ius naturale), prawie narodów (ius gentium) i prawie obywatelskim (ius civile), w tym źródłach prawa,
- prawie osobowym (wolni, wyzwoleńcy, wyzwalanie niewolników)
- władzy ojcowskiej,
- małżeństwie,
- przysposobieniu,
- opiece,
- kurateli.

Przykładowo, w pierwszym tytule, księgi pierwszej pt. O sprawiedliwości i prawie., Justynian ogłosił: Sprawiedliwość jest stałą i niezmienną wolą, przyznającą każdemu należne mu prawo. Prawoznawstwo jest znajomością spraw boskich i ludzkich, wiedzą o tym, co sprawiedliwe i niesprawiedliwe. (Iustitia est constans et perpetua voluntas ius suum cuique tribuendi. Iuris prudentia est divinarum atque humanarum rerum notitia, iusti atque iniusti scientia).

### Księga druga
W księdze drugiej znajdują się tytuły, dotyczące:
- rzeczy i ich rodzajów,
- sposobów nabycia własności,
- służebnościach,
- użytkowania, używania i prawa mieszkania,
- zasiedzenia,
- darowizny,
- zbywania rzeczy,
- testamentów,
- wydziedziczenia,
- ustanowieniu spadkobierców (Można ustanawiać spadkobiercami zarówno ludzi wolnych, jak i niewolników, tak swoich, jak i cudzych.),
- spadkobierców,
- zapisów,
- kodycylów.

Przykładowo, w tytule O podziale rzeczy wyróżniono rzeczy:
1. wspólne (morze, brzegi mórz, brzegi rzek),
2. niczyje,
3. będące prywatną własnością jednostek.

### Księga trzecia
Księga trzecia Instytucji obejmuje np.:
- spadki,
- zasady dziedziczenia (tytuł O uchwale senatu tertuliańskiej polepsza sytuację kobiet – żon i matek),
- dziedziczenie wyzwoleńców,
- zobowiązania (tytuł XIII),
  - forma czynności prawnej (tytuł XIV i następne),
  - prawa i obowiązki stron,
  - poręczenie,
  - umowa sprzedaży,
  - najem,
  - spółka,
  - zlecenie.

### Księga czwarta
Księga ta omawia w szczególności:
- zobowiązania zrodzone z występku,
- kradzież,
- rabunek,
- odpowiedzialność za szkodę wyrządzoną bezprawnie,
- zniewaga,
- zobowiązania zrodzone jak gdyby z występku (np. odpowiedzialność za rzeczy wyrzucone lub wylane z okna),
- skargi, czyli powództwa (w tytule IX osobno uregulowano, np. powództwo wobec właściciela zwierzęcia, które wyrządziło szkodę),
- zabezpieczenia powództwa,
- zarzuty,
- kary dla zuchwale procesujących się (pieniaczy),
- obowiązkach sędziego (tytuł XVII, w którym stwierdza się: sędzia przede wszystkim obowiązany jest baczyć, aby sądził nie inaczej, jak zostało podane przez ustawy, konstytucje lub zwyczaje),
- postępowania sądowe publiczne (tj. takie, w których skargę może złożyć każdy obywatel).
  - przestępstwa obrazy majestatu,
  - cudzołóstwo („porywanie się na cudze małżeństwo”, „sprośne obcowanie cielesne z mężczyznami”, „uwodzenie dziewic lub wdów”),
  - skrytobójstwo,
  - trucicielstwo, rzucanie zaklęć, publiczna sprzedaż niebezpiecznych leków,
  - zabójstwo krewnego,
  - fałszowanie testamentów,
  - defraudacja (sprzeniewierzenie),
  - porwanie,
  - przekupstwo wyborcze.

## Styl dzieła
Wykład jest wystylizowany na sposób autorytatywny, jakby sam cesarz przemawiał do studentów. W odróżnieniu od Digestów panuje anonimowość, brak kazuistyki oraz wiadomości skąd zaczerpnięto poszczególne fragmenty, choć często są to cytaty dosłowne. Na przykład przytoczone wyżej definicje sprawiedliwości i prawoznawstwa są cytowane w Digestach z pierwszej księgi Regulae Ulpiana (D.1,1,10,pr i D.1,1,10,2).